# Groß Schwiesow
Groß Schwiesow é um município da Alemanha, situado no distrito de Rostock, no estado de Mecklemburgo-Pomerânia Ocidental. Tem 12,50 km² de área, e sua população em 2019 foi estimada em 296 habitantes.